# Charles Crombie
 (septembre 2022).
Pour les articles homonymes, voir Crombie.
Charles Arbuthnot Crombie (16 mars 1914 - 26 août 1945) était un aviateur australien et un as de l'aviation de la Seconde Guerre mondiale. Né à Brisbane, il travaillait comme jackaroo (jeune homme en formation dans un élevage de bétail afin de devenir propriétaire ou gestionnaire d'un troupeau) lorsqu'il s'est enrôlé dans la Royal Australian Air Force en mai 1940. Après avoir suivi une formation au vol en Australie et au Canada, il a piloté dans les théâtres d'Europe, de Méditerranée, du Moyen-Orient et d'Asie du Sud-Est, avec un nombre de victoires de 12 avions de l'Axe abattus et 4 probables.
Charles Crombie est mort dans un accident d'avion en août 1945.

## Jeunesse
Crombie est né à Brisbane, dans le Queensland, le 16 mars 1914 de David William Alexander Crombie, un éleveur, et de son épouse britannique d'origine indienne Phoebe Janet (née Arbuthnot), la fille du lieutenant-général Sir Charles Arbuthnot. Au cours de sa jeunesse, Crombie fait ses études à la Sydney Church of England Grammar School à North Sydney. Après avoir terminé ses études, il est employé sur la propriété de sa famille près de Warwick, dans le Queensland. En 1934, Crombie s'enrôle dans la Citizens Military Force et est affecté au 11th Light Horse Regiment. Son service dans cette unité dure jusqu'en 1938, date à laquelle il obtient le grade de sergent.

## Seconde Guerre mondiale

### Formation et théâtres d'opérations en Europe et au Moyen-Orient
Avec l'ambition de devenir pilote dans la Royal Australian Air Force, Charles Crombie entreprend une formation au vol civil. Terminant son cours, il s'enrôle dans la Royal Australian Air Force le 24 mai 1940. Il est d'abord affecté à la station RAAF de Richmond, avant d'être transféré au No. 2 Initial Training School à RAAF Bradfield Park en juin, où il est promu au rang subalterne d'aviateur principal. Le mois suivant, Crombie est muté à l'École de formation au pilotage n°5 de l'Empire. À la fin de son passage dans l'unité, il est affecté au Dépôt d'embarquement n°2 le 18 septembre. Lors d'une cérémonie deux jours plus tard, Crombie épouse Betty Deane-Butcher ; le couple aura plus tard un fils.
Le 3 octobre 1940, deux semaines après son mariage, Charles Crombie embarque sur un navire à Sydney, à destination du Canada. Il y arrive trois semaines plus tard. il suit deux mois supplémentaires de formation avancée au vol. L'aviateur principal Crombie est nommé officier pilote le 17 janvier 1941 et part pour le Royaume-Uni neuf jours plus tard.
En mai, il est rattaché au No.25 Escadron de la RAF, pilotant des bimoteurs Bristol Beaufighters. Il effectue sa première sortie opérationnelle le 13 juin 1941 ; il est promu flying officer le mois suivant. Charles Crombie continue à servir dans l'escadron jusqu'en octobre 1941, date à laquelle il totalise douze sorties opérationnelles au-dessus du théâtre européen, dont deux raids : un sur l'Allemagne, et l'autre à Brest, en France .
Charles Crombie est ensuite transféré sur le théâtre de la Méditerranée et du Moyen-Orient et affecté au 89e Escadron de la RAF en octobre 1941, opérant au-dessus de l'Égypte et de Malte. Pilotant des Beaufighters, Charles Crombie effectue son premier vol avec l'unité le 21 octobre et, à la fin de l'année, est crédité de six avions de l'Axe détruit, avec deux probables supplémentaires, notamment en chasseurs de nuit.
Tout au long de 1942, l'escadron continue d'opérer au-dessus de l'Afrique du Nord et du Moyen-Orient, Crombie ajoutant trois autres avions à son actif.

### Asie du sud est
En janvier 1943, Charles Crombie est de nouveau transféré, cette fois au 176 Squadron de la RAF stationné en Inde, opérant en appui des opérations de la campagne de Birmanie ; il arrive à son nouveau poste le 12 janvier et est promu flight lieutenant cinq jours plus tard. Au moment où il quitte le Moyen-Orient, il reçoit son décompte officiel de victoires : neuf avions de l'Axe abattus, avec deux probables,.

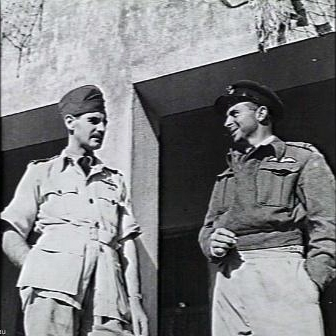
Le commandant d'escadre J. O'Neill félicite Charles Crombie d'avoir réussi à détruire deux bombardiers japonais et à en endommager un troisième en une seule action au-dessus de l'Inde.

Dans la soirée du 19 janvier 1943, le flight Lieutenant Charles Crombie s'envole (avec son Mosquito) au-dessus de l'Inde avec son équipier l'adjudant Raymond Moss. Vers 20 h 45, la paire intercepte une formation de quatre bombardiers japonais survolant la ville de Budge Budge (Bengale - Inde). Crombie attaque mais les bombardiers ripostent et mettant le feu au moteur droit,. Malgré les dégâts, il poursuit l'assaut et abat l'un des bombardiers. Les flammes du moteur en feu commence à lecher la carlingue en arrière et Crombie ordonne à Moss de se replier. Seul, Crombie poursuit l'assaut, abattant un deuxième bombardier, avant de porter son attention sur le troisième. Grâce à ses efforts, l'avant-dernier avion a été « si gravement endommagé ... qu'il n'aurait pas pu atteindre sa base ». Crombie cherche alors le quatrième et dernier appareil cependant son réservoir d'essence explose et il est contraint "de sauter avec ses vêtements enflammés". Il atterrit dans « le marais le plus horrible de Dieu » et marche pendant trois ou quatre heures avant d'atteindre une unité de l'armée dans la région, qui le renvoie alors dans son escadron.
À la suite de leur « courage plein de sang-froid », Crombie reçoit la croix de la croix de l'Ordre du  Service distingué (DSO) avec la distinction "bien mérité" , et Moss reçoit la Distinguished Flying Cross (DFC). La notification et la citation qui accompagne les décorations ont été éditées dans un supplément de la London Gazette du 19 février 1943 :

« Air Ministry, 19th February, 1943.
ROYAL AIR FORCE.
The KING has been graciously pleased to approve the following awards in recognition of gallantry displayed in flying operations against the enemy: —
Distinguished Service Order.
Flying Officer Charles Arbuthnot CROMBIE (Aus.404099), Royal Australian Air Force, No. 176 Squadron.
Distinguished Flying Cross.
Warrant Officer Raymond Christopher Moss (800670), No. 176 Squadron.
As pilot and observer respectively Flying Officer Crombie and Warrant Officer Moss have flown together in many night flying operations in the United Kingdom, the Middle East and in India. They have destroyed 8 enemy aircraft and damaged another. One night in January, 1943, they destroyed 2 of a formation of 4 Japanese aircraft before being compelled to abandon their own aircraft which was set on fire during the engagement.
Flying Officer Crombie and Warrant Officer Moss have displayed great courage, determination and devotion to duty. »

Crombie termine sa dernière patrouille avec le 176 Squadron le 28 avril 1943, avant d'être muté au quartier général de l'Air, au Bengale, quatre jours après. Plus tard ce mois-là, Crombie effectue deux raids sur Akyab, en Birmanie, le premier est une attaque mitraillant les troupes japonaises dans la région, et la seconde, des assauts sur des navires japonais. Le 25 mai, l'annonce que Crombie a reçu la Distinguished Flying Cross est publiée dans un supplément à la London Gazette. La décoration est le résultat de son "niveau élevé de courage et de vivacité en vol" avec le 89e Escadron au Moyen-Orient, exécutant ". . . patrouilles contre les intrus et ... attaques en basse altitudes sur des bases ennemies" en plus de sa destruction personnelle d'avions de l'Axe,.
Crombie effectue sa dernière mission de guerre depuis le quartier général de l'Air, au Bengale, le 7 juillet 1943. Sa tournée opérationnelle maintenant terminée, il embarque pour l'Australie en août, arrivant à Melbourne le 27 septembre. À la fin de sa tournée, il totalise 12 avions abattus et quatre probables .
À son retour en Australie, Crombie est affecté à des postes d'instructeur au 5 Operational Training Unit à la station RAAF de Williamtown en décembre 1943. En mars 1944, Crombie pilote un Beaufighter de Brisbane à la Nouvelle-Guinée pendant une période de onze jours pour tester la machine, avant de retourner à Richmond, en Nouvelle-Galles du Sud. Il est promu Squadron leader par intérim le 1er septembre et nommé instructeur de vol en chef du 5 Operational Training Unit, à la tête des deux sections du groupe d'avions Beaufighter et de Havilland Mosquito.
Le 8 mai 1945, pour célébrer le Jour de la Victoire en Europe, 12 appareils du 5 unité d'entraînement opérationnel ont été chargées de faire un survol au-dessus de Newcastle, en Nouvelle-Galles du Sud. Crombie dirige le groupe qui comprend six Beaufighters suivis de six Mosquitos ; le dernier avion du groupe est piloté par le capitaine Charles "Bud" Tingwell. Le défilé aérien se termine avec succès et la formation revient à la base. Cependant, alors que le groupe s'approche de l'aérodrome, les autres pilotes désobéissent aux ordres de Crombie et effectue une feinte attaque sur l'installation. Il a convoqué les hommes dans son bureau et les a réprimandés en conséquence...
Le 26 août 1945, Crombie pilote un Beaufighter lors d'un vol d'essai. Il termine le vol et retourne à la base. En atterrissant, un problème survient sur l'un des moteurs et l'appareil tombe au delà de la piste : Charles Crombie est tué dans l'accident. Il a 31 ans.
Laissant dans le deuil sa femme et son fils d'un an, ses funérailles sont suivies par tout le personnel du 5 Unité de Formation Opérationnelle. Il est enterré au cimetière de guerre de Sandgate,. Compagnon au 5, l'instructeur de l'unité d'entraînement opérationnel Bud Tingwell  l'a décrit plus tard comme "l'un des meilleurs pilotes de l'Armée de l'air".